# Jean Maximilien Lamarque
Pour les articles homonymes, voir Lamarque.
Jean Maximilien Lamarque, né à Saint-Sever (Landes) le 22 juillet 1770 et mort à Paris le 1er juin 1832, est un officier général français qui a fait sa carrière dans les armées de la Révolution et de l'Empire, en particulier les guerres de Vendée et d'Espagne.
Ses funérailles, le 5 juin 1832, sont l'occasion d'un soulèvement républicain, immortalisé par Victor Hugo dans son roman Les Misérables (au livre IV).

## Biographie

### Enfance et éducation
La jeunesse de Jean Maximilien Lamarque se déroula dans une famille très aisée, son père Pierre-Joseph Lamarque (1733-1802) était avocat au parlement, procureur du roi au sénéchal de Saint-Sever.
Il fait d'excellentes études au collège des Jacobins de Saint-Sever. L'un de ses oncles, Jean-Jacques Lamarque (1737-1809), en était prieur, avant de devenir directeur du grand séminaire de Dax, puis vicaire général du diocèse. En 1791, cet oncle refusera de prêter serment et sera persécuté pendant la Terreur.

### Révolution française
Son père, Pierre-Joseph de Lamarque (1733-1802), élu député du tiers état aux états généraux de 1789, prête le serment du Jeu de paume puis fait partie de l’Assemblée nationale constituante.
Dès mars 1790 le jeune Jean Maximilien, qui est âgé de 19 ans, quitte sa ville natale pour rejoindre son père à Paris et parfaire ses études en suivant entre autres les cours de Chaptal, La Harpe et Chamfort. Il se mêle fiévreusement à la vie politique de la capitale et s'engage en 1792 comme simple soldat. Peu après, on le retrouve à la tête du bataillon qui met au pillage la cathédrale de Vabres, arrachant les marbres de l'autel afin d'édifier un monument et d'y recueillir les mânes de Marat. Il incendie ensuite l'édifice.
Au début de 1793, il est au 4e bataillon de volontaires des Landes.

### Vie militaire et carrière

#### Guerres de la Révolution française
Nommé lieutenant le 3 avril 1793, il devient le 13 mai suivant capitaine de grenadiers dans la fameuse colonne infernale de La Tour d'Auvergne à l’armée des Pyrénées occidentales. Il s'y distingue particulièrement en investissant le 24 juillet 1794, avec des effectifs réduits, la place de Fontarabie défendue pourtant par 1 700 hommes.
Le 21 thermidor an II (8 août 1794) il est promu chef de bataillon et sert dans l’armée du Rhin. Il est promu adjudant-général chef de brigade le 14 mai 1795.
Il participe avec éclat aux batailles d'Engen le 3 mai 1800, de Messkirch le 5 juin 1800, de Höchstädt le 19 juin 1800, de Hohenlinden enfin le 3 décembre 1800 où il se couvre de gloire, ce qui lui vaut, à la demande du général Moreau, de recevoir le 6 mars 1801, les épaulettes de général de brigade des mains de Bonaparte.

#### Guerres de l’Empire

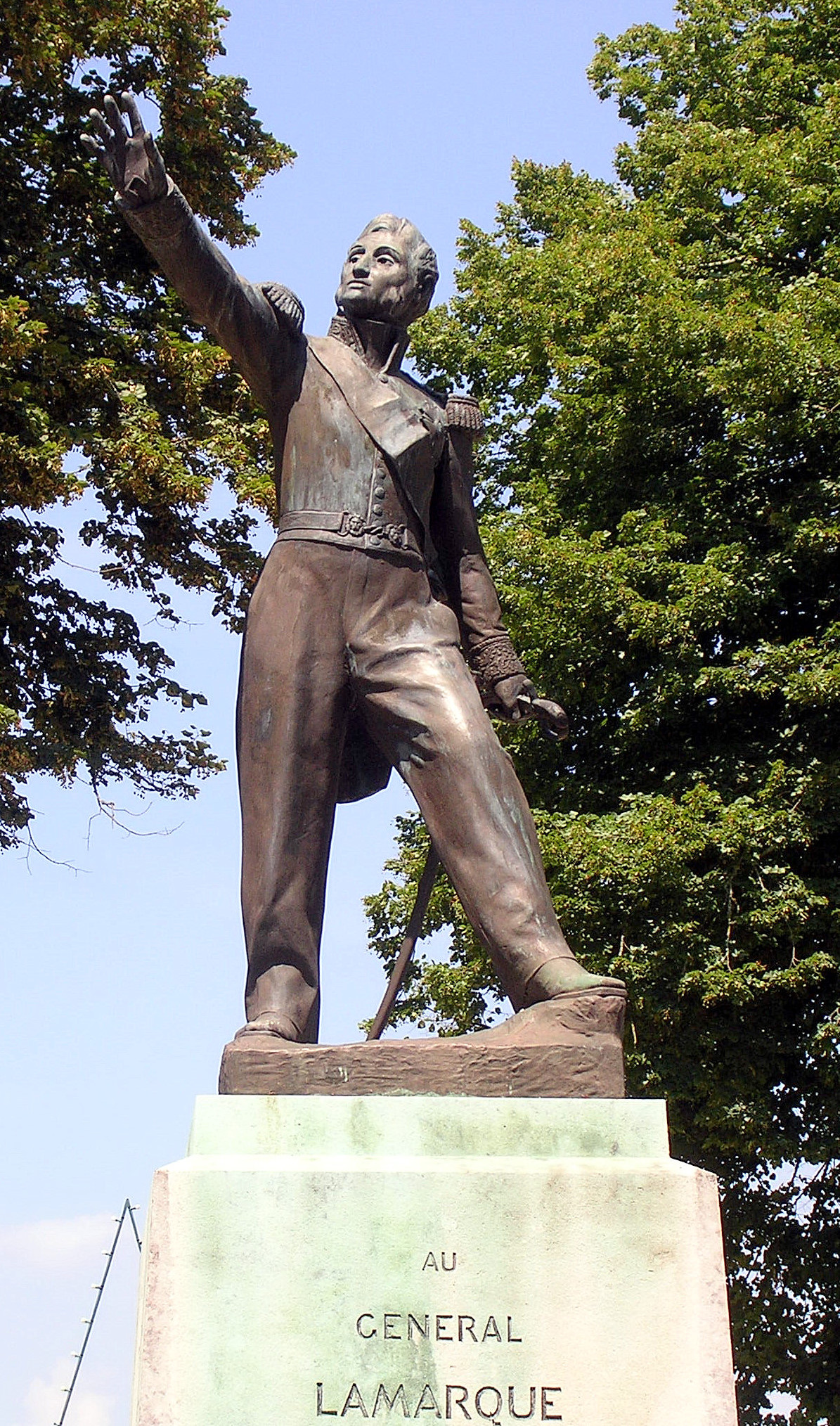
Statue du général Lamarque sur la butte de Morlanne à Saint-Sever. Œuvre réalisée en 1896 par Félix Soulès (1857-1904).

Jean Maximilien Lamarque participe par la suite aux campagnes de l'armée impériale, se distinguant en particulier à Austerlitz où il commande une brigade du 7e corps du maréchal Augereau. Il quitte alors la Grande Armée pour suivre, avec le maréchal Masséna, Joseph Bonaparte en Italie et il participe au siège de Gaëte. Installé sur le trône de Naples, Joseph, le 6 décembre 1807, nomme Jean Maximilien Lamarque son chef d’état-major avec rang de général de division.
Lorsque le maréchal Murat, grand-duc de Berg et de Clèves, succède à son beau-frère au royaume de Naples, Jean Maximilien Lamarque se charge le 18 décembre 1808 de prendre l'île de Capri dont la garnison anglaise aux ordres de Hudson Lowe, le futur geôlier de l'Empereur à Sainte-Hélène, narguait la présence française — le drapeau britannique étant visible des fenêtres même du palais royal. Ce fut vu comme l'une des plus belles actions des guerres impériales, demandant courage, audace et intelligence. De par sa configuration naturelle, l'île semblait imprenable ; entourée de rochers à pic couronnés par les défenses ennemies fortement armées d'artillerie, on ne pouvait l'investir que par escalade et sous le feu nourri d'une garnison nombreuse. Lamarque en entreprit l'escalade à la tête de ses hommes, faisant enlever les échelles et retirer les navires pour ôter toute possibilité de repli ; il ne restait donc plus aux Français qu'à se faire décimer sur place ou à vaincre, et c'est baïonnette au canon qu'ils réussirent après plusieurs tentatives à enfoncer les défenses anglaises, imposant à l'ennemi une capitulation laissant aux mains des troupes françaises magasins, munitions et ateliers. Rendant hommage à la valeur de ses adversaires, le général Lamarque accorda la liberté aux Anglais qui quittèrent l'île sans armes ni bagages.
Le général Lamarque quitte le royaume de Naples pour rejoindre dès 1809, avec sa division, l'armée du prince Eugène de Beauharnais en Italie du Nord. Il investit Laibach où il fait 4 000 prisonniers et prend 65 pièces d'artillerie, puis rejoint la Grande Armée à Lobau, et participe brillamment à la bataille de Wagram où, dans le feu de l'action, il a quatre chevaux tués sous lui.
Il est promu à la dignité de grand-officier de la Légion d'honneur le 21 juillet 1809, et il est nommé baron d'Empire par lettres patentes délivrées le 4 juin 1810.
Par la suite l'affaire d'Espagne mobilisant les forces françaises, Jean Maximilien Lamarque se retrouve donc aux côtés du roi Joseph et, le 8 février 1812, remporte avec sa division la bataille d'Altafulla.

#### Restauration et Cent-Jours
Lors de la Première Restauration, le général Lamarque se rallie, sans enthousiasme, aux Bourbons, mais fasciné par la personnalité de l'Empereur, il le suit durant les Cent-Jours, chargé de pacifier la Vendée qui s'était à nouveau insurgée dès l'annonce du retour de l'île d'Elbe. Le général Lamarque réussit parfaitement sa mission et désarme les insurgés à telle enseigne que leurs chefs lui proposèrent, après la signature de la paix de Cholet, de servir « sous ses ordres, comme Français, pour empêcher toute tentative des puissances étrangères qui auraient pour but de démembrer la France ».
La carrière militaire du général Lamarque s'arrête à la chute de l'Empire. Proscrit sous la Seconde Restauration, il ne regagne la France qu'à la suite de l'ordonnance royale du 20 octobre 1818. Maintenu en disponibilité, il est mis à la retraite par Charles X le 30 juin 1830. En récompense de ses services passés, mais peut-être aussi de son opposition au pouvoir de la Restauration, Louis-Philippe, nouveau roi des Français, l'élève le 21 août 1830, à la dignité de grand-croix de la Légion d'honneur.

### Idées politiques: du bonapartiste au libéral
Jean Maximilien Lamarque est également écrivain et député, opposant libéral au gouvernement de la Restauration.
Durant son exil en Belgique d'abord puis aux Pays-Bas, il s'adonne à la littérature en traduisant en vers les poèmes d'Ossian, de James Macpherson, que sa famille fit plus tard éditer. Dans la préface, il dépeint les mœurs des Calédoniens et étudie leur littérature, et la traduction de ces cinq chants d'Ossian dénote une grande culture et un romantisme éclairé. Établissant des comparaisons avec Virgile, Le Tasse, Milton voire Voltaire, Lamarque fait également un parallèle avec Homère qu'il connaît parfaitement.
De retour en France lorsque Louis-Philippe Ier prend le pouvoir, le général Lamarque se passionne pour l'agriculture et met à profit la fortune qu'il a gagnée pendant la Révolution pour acheter métairies, moulins et terres diverses, pensant, comme il le dit lui-même, aider par ses travaux d'agronome à « humaniser » le sol aride de la Lande. En bon disciple des physiocrates, il étudie le moyen d'améliorer la condition des ruraux en préconisant l'amendement des terres, le système de l'assolement et en donnant au maïs une place de choix. Pressenti pour entrer à la Société d’agriculture des Landes, il y est reçu le 8 juillet 1827 et décrit dans son discours de réception ses efforts et ses tentatives en matière d'agronomie. Parallèlement et bien qu'il critiquât la bourgeoisie industrielle de son époque qu'il considérait à tort ou à raison comme repoussant avec mépris et obstination tout ce qui n'était pas productif de richesses immédiates, Jean Maximilien Lamarque étend sa réflexion et publie en 1825 un mémoire sur Les avantages d'un canal de navigation parallèle à l'Adour permettant en quelque sorte de désenclaver le Piémont pyrénéen et les territoires formant la haute vallée de la Garonne et le bassin de l'Adour. Ce ne fut certes qu'une simple spéculation intellectuelle sans suite pratique, mais qui a néanmoins eu le mérite de poser le problème de l'ouverture de ces régions à une économie de libre-échange avec l'extérieur, voire l'étranger par le port de Bayonne.
À côté de ces considérations économiques, il se peut également que ce mémoire, en souvenir des problèmes posés par la guerre d'Espagne à laquelle Lamarque avait pris part durant de longues années de façon active, ne soit pas entièrement dénué d'arrière-pensées militaires et stratégiques.
Sans commandement militaire depuis 1815 et retiré à Saint-Sever, Jean Maximilien Lamarque s'intéressa à la politique, trouvant dans cette activité un exutoire à son inaction forcée. Opposant systématique, depuis son retour d'exil, à la branche aînée des Bourbons à qui il reprochait un pacifisme avilissant à ses yeux, et par fidélité également à l’Empire dont il pensait une restauration toujours possible en la personne du roi de Rome il se présenta dès 1820 aux suffrages de ses concitoyens mais ne rencontra tout d'abord que des échecs, tant dans le collège électoral de Saint-Sever que dans celui de Mont-de-Marsan. Il lui fallut attendre juillet 1828 et le décès du marquis Du Lyon, ancien maire de Mont-de-Marsan, pour que des élections partielles lui permissent d'être député en battant le 23 décembre 1828 le baron de Poyferré de Cère. Il est réélu par le collège électoral de Mont-de-Marsan le 23 juin 1830, contre le baron d'Haussez, après que le ministre Polignac a dissous la Chambre le 16 mai.

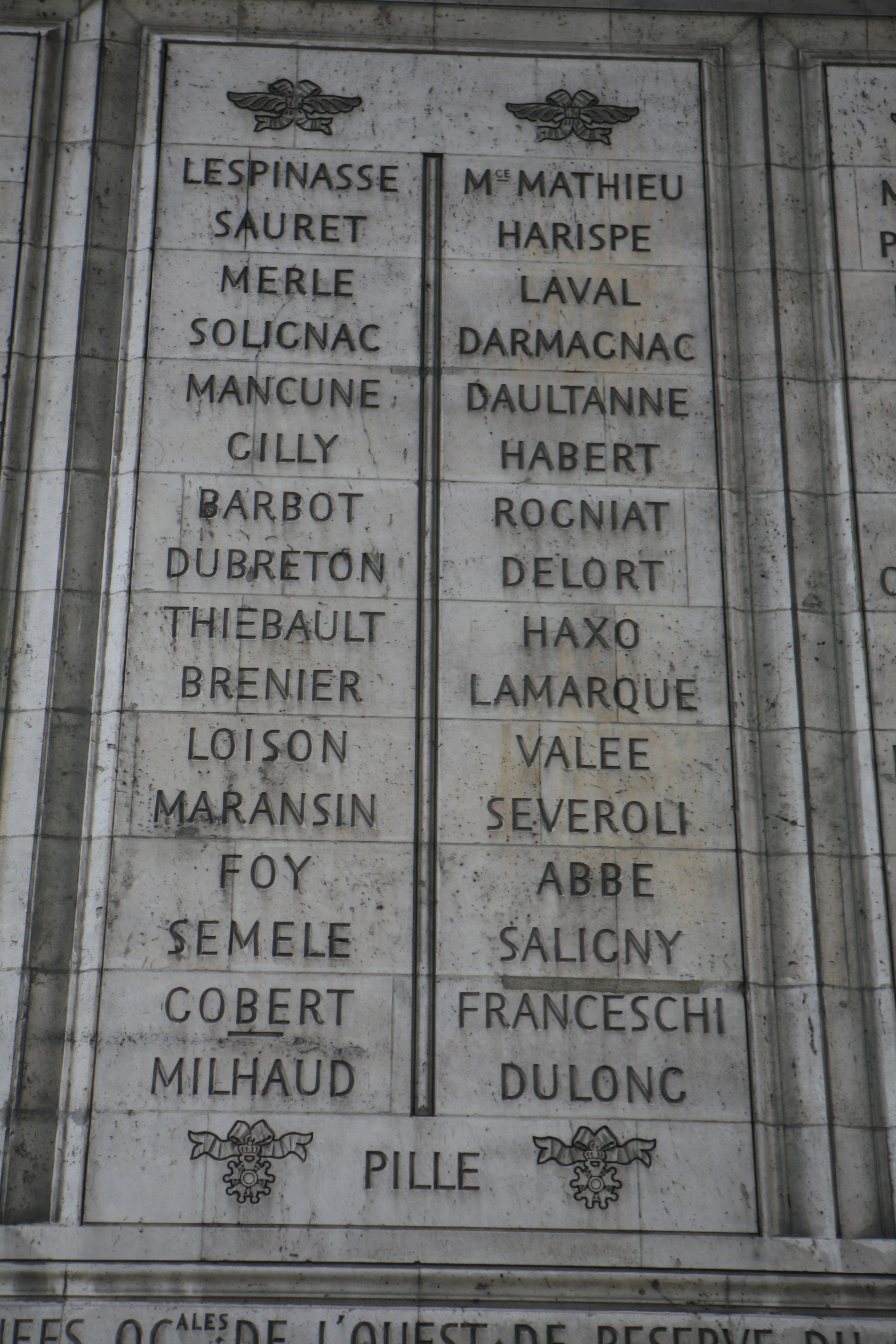
Noms gravés sous l'arc de triomphe de l'Étoile : pilier Ouest, 35e et.

Il rallie la monarchie de Juillet grâce à laquelle il espère voir s'installer un véritable régime libéral, tout en continuant cependant à déplorer un pacifisme qu'il considère toujours comme incompatible avec la grandeur de la France. S’il continue à siéger à la gauche de la Chambre, il n'en reste pas moins un homme du juste milieu, considérant que les vrais libéraux sont à la fois la cible des ultras, nostalgiques de l'Ancien Régime, et des extrémistes qui veulent 1793[citation nécessaire].

### Fin de vie
Le général Lamarque est mort à la suite de son infection liée à la deuxième pandémie de choléra le 1er juin 1832,.
Ses obsèques furent prétexte à l’insurrection républicaine de 1832. Celle-ci servit d'arrière-plan à une partie des Misérables de Victor Hugo, épisode durant lequel le jeune Gavroche meurt, près de la barricade de la rue de la Chanvrerie, pendant cette insurrection républicaine réprimée par la troupe.
En effet, Lamarque était devenu un symbole populaire, d'une part du fait de sa renommée d'ancien officier et d'homme politique « à principes » issu de la Révolution et de l'ère napoléonienne, et d'autre part du fait de son engagement républicain. Il était respecté pour ses facultés d'action : c'était un député de gauche populaire ainsi qu'un des chefs républicains.
Ainsi, les partisans républicains acceptèrent mal que les derniers honneurs soient rendus à ce fervent républicain par des royalistes légitimistes[réf. nécessaire] ; ils prirent cela comme une forme de récupération. L'ampleur de l'insurrection fut telle que Louis-Philippe aurait même envisagé de quitter Paris.
Épilogue curieux pour une vie faite certes de contrastes, mais qui termine néanmoins sa course là où elle avait commencé, dans la chapelle familiale d'Eyres-Moncube, édifiée sur cette terre de Chalosse qui était la sienne.

## Jugements de Napoléon sur Lamarque
Dans le Mémorial de Sainte-Hélène, on trouve ces deux jugements de Napoléon à propos de Lamarque :
- « Les généraux qui semblaient devoir s'élever; les destinées de l'avenir (...) étaient Gérard, Clausel, Foy, Lamarque, etc. C'étaient là mes nouveaux maréchaux. »[7]

- « "(...) Lamarque que j'y [la Vendée] avais envoyé  au fort de la crise y fit des merveilles et surpassa mes espérances." (...) Fut-ce de la part de Lamarque ignorance du véritable état des choses, ou seulement pure fantaisie de vainqueur ? Toutefois le voilà dans l'exil : il est au nombre des trente-huit. "C'est qu'il est plus facile de proscrire que de vaincre, etc., etc.". »[8]

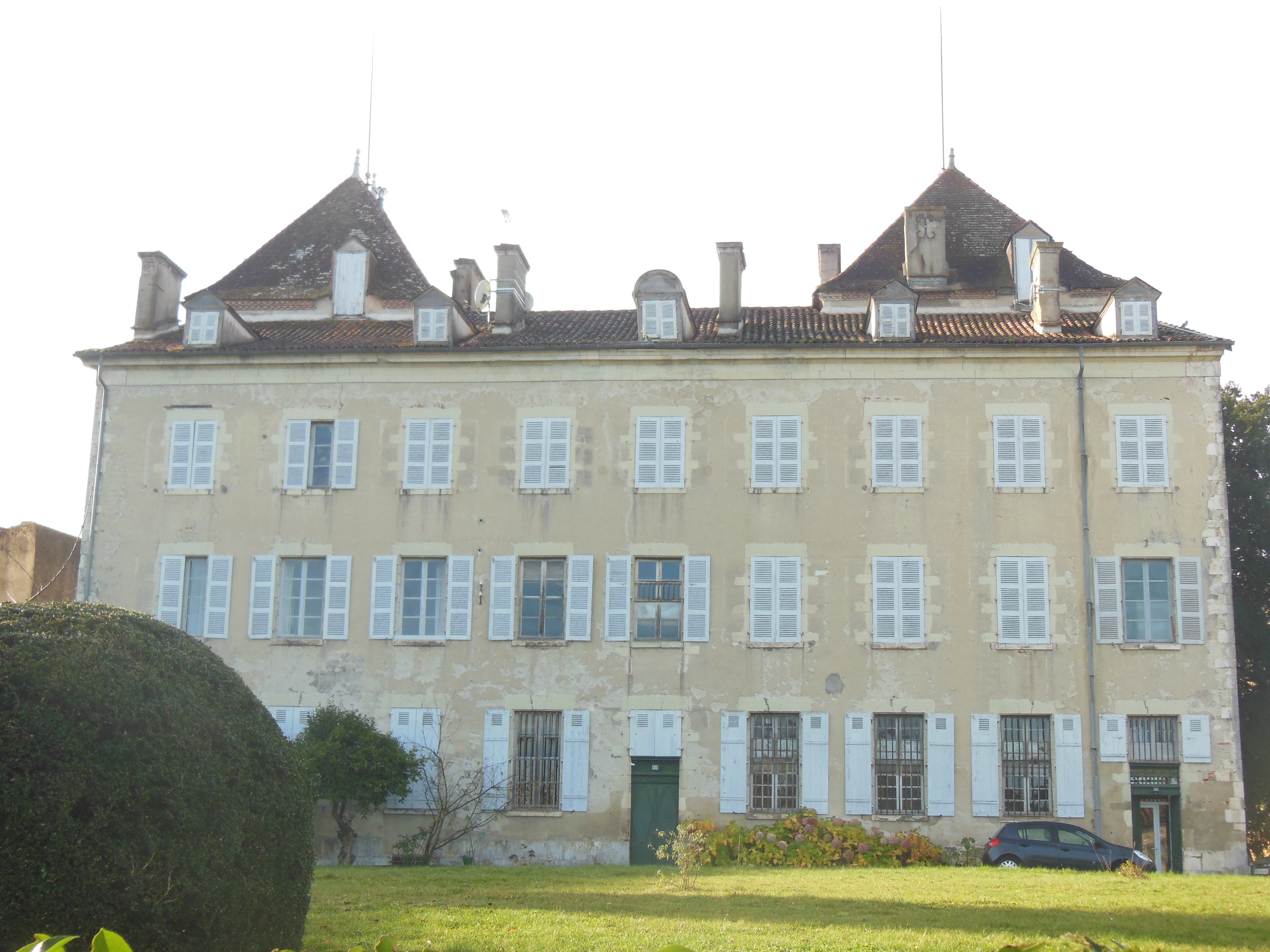
Château du Général Lamarque à Saint-Sever
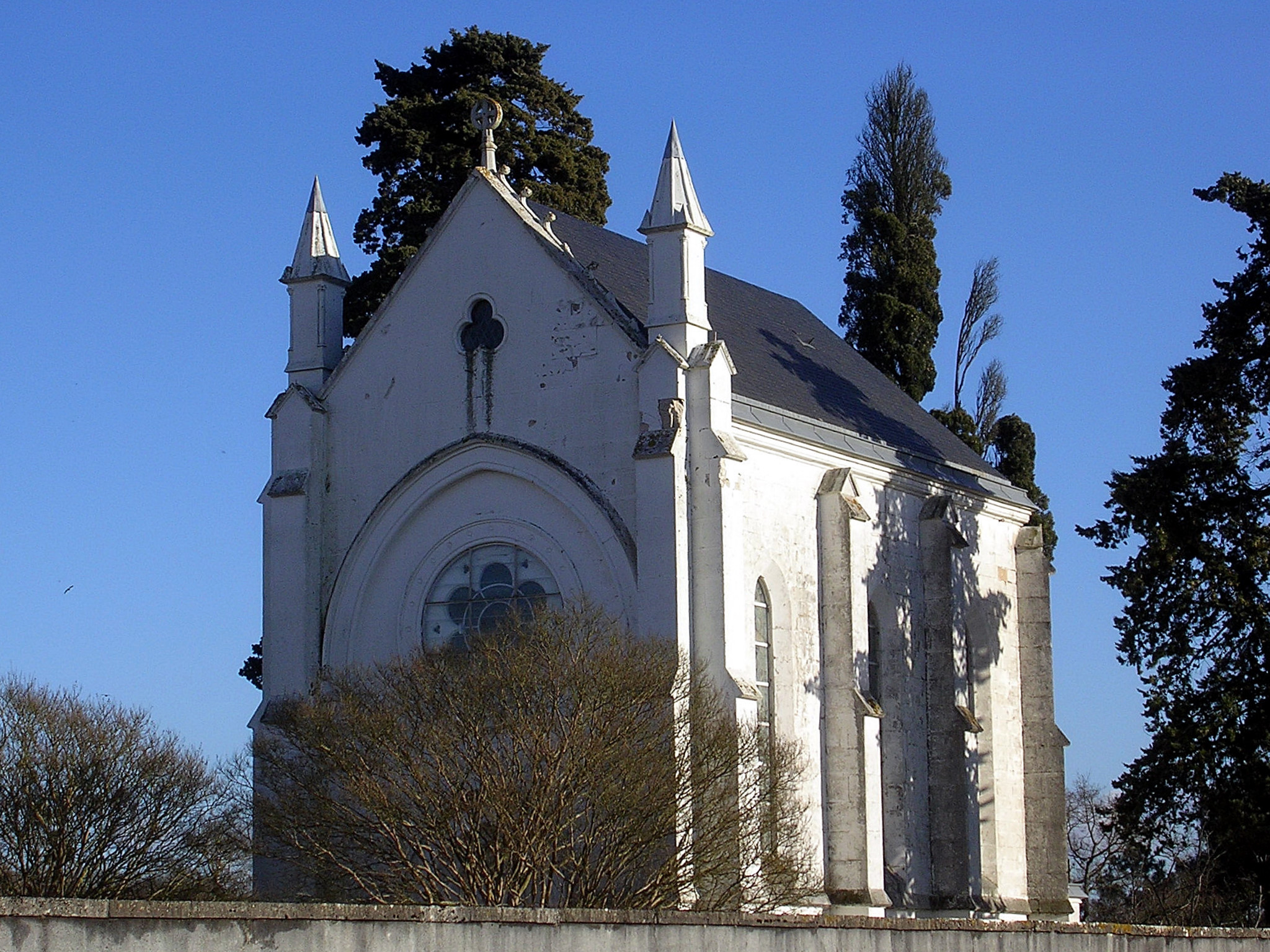
Mausolée du général Lamarque à Eyres-Moncube
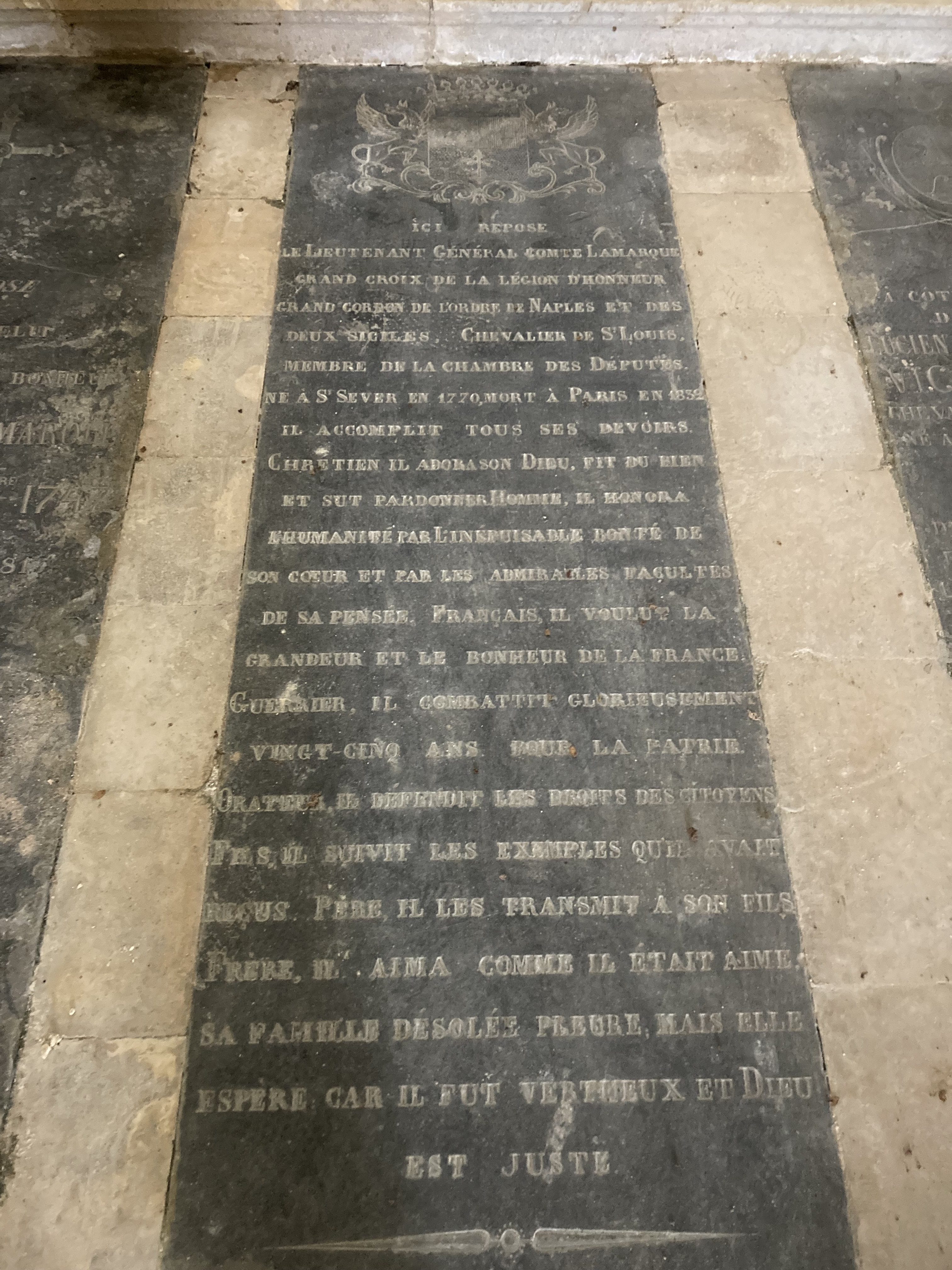
Pierre tombale du général Lamarque dans le mausolée familial

## Armoiries
| Figure | Blasonnement |
|        | Blason Jean Maximilien Lamarque, lettres patentes du 4 juin 1810. Coupé : au 1, parti d'or, à une tête de cheval de sable, à la bordure engrêlée (parfois bordure dentelée) d'azur et du quartier des barons militaires ; au 2, d'or, à un arc couché, bandé avec sa flèche, de sable. |

## Sources
- Les papiers personnels de Jean Maximilien Lamarque sont conservés aux Archives nationales, sur le site de Pierrefitte-sur-Seine, sous la cote 566AP : Inventaire du fonds.